# Рисунок в разрезе

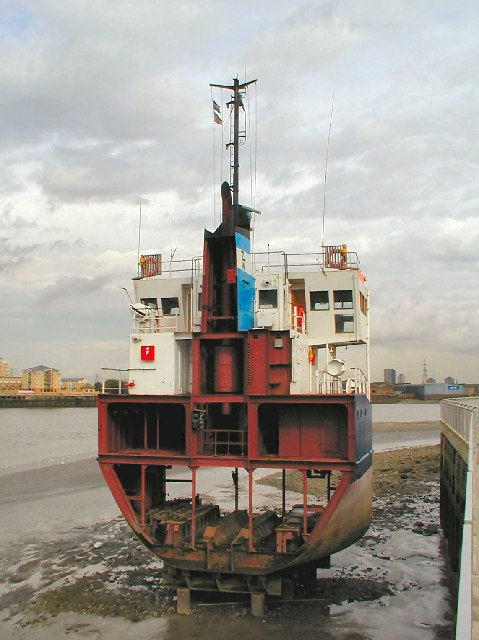
Срез реальности — достопримечательность полуострова Гринвич (Лондон).

Рисунок в разрезе — иллюстрация, чертёж или трёхмерная графика, на которой у трёхмерного объекта частично удалена поверхность с целью ознакомить просматривающего с внутренним устройством этого объекта. Важным нюансом является то, что удаление части поверхности не должно искажать восприятия объекта как целого предмета.
Данный рисунок может сделать только художник, хорошо знакомый с внутренним устройством объекта, имеющий архитектурные планы, чертежи, другую необходимую для работы документацию. Хотя соблюдение масштаба в подобных рисунках не является необходимым условием, чаще всего он более или менее соблюдён.

## История
Первые рисунки в разрезе известны с начала эпохи Возрождения. В частности их использовал в своих записных книжках итальянский художник-инженер Таккола (1382 — ок. 1453). В XVI веке рисунки в разрезе активно использовал учёный-минералог Георгий Агрикола (1494—1555), особенно в своём труде De re metallica.
Ныне изображения в разрезе активно используются в индустрии компьютерных игр. Например, в игре The Sims у пользователя есть возможность рассматривать дома без стен, в разрезе и со стенами.

## Галерея
Несколько рисунков в разрезе из разных областей

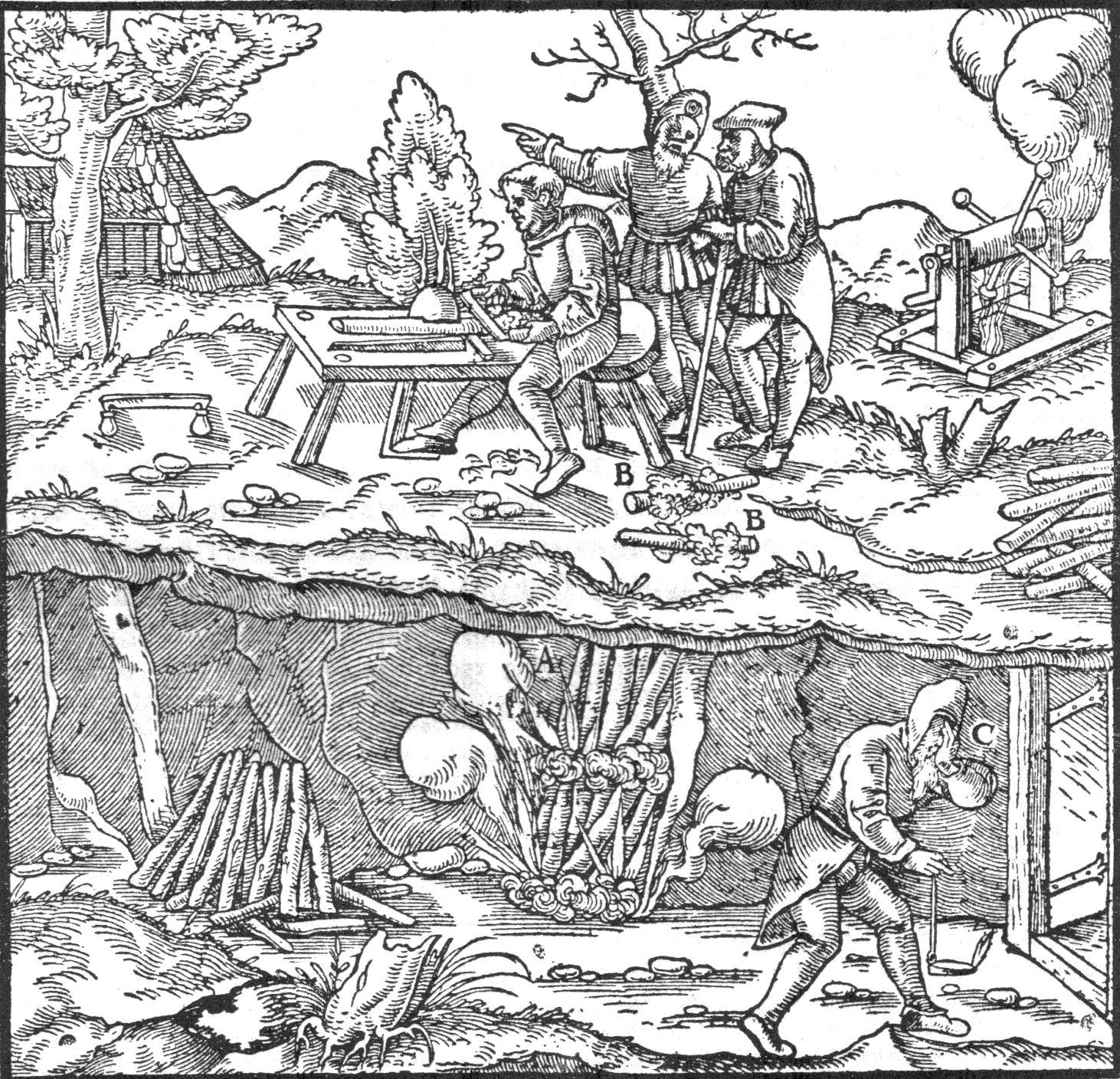
История. Технология откалывания породы нагреванием[англ.]. Гравюра Георгия Агриколы, опубл. в 1556
Военное дело. Артиллерийское орудие 16"/50 Mark 7
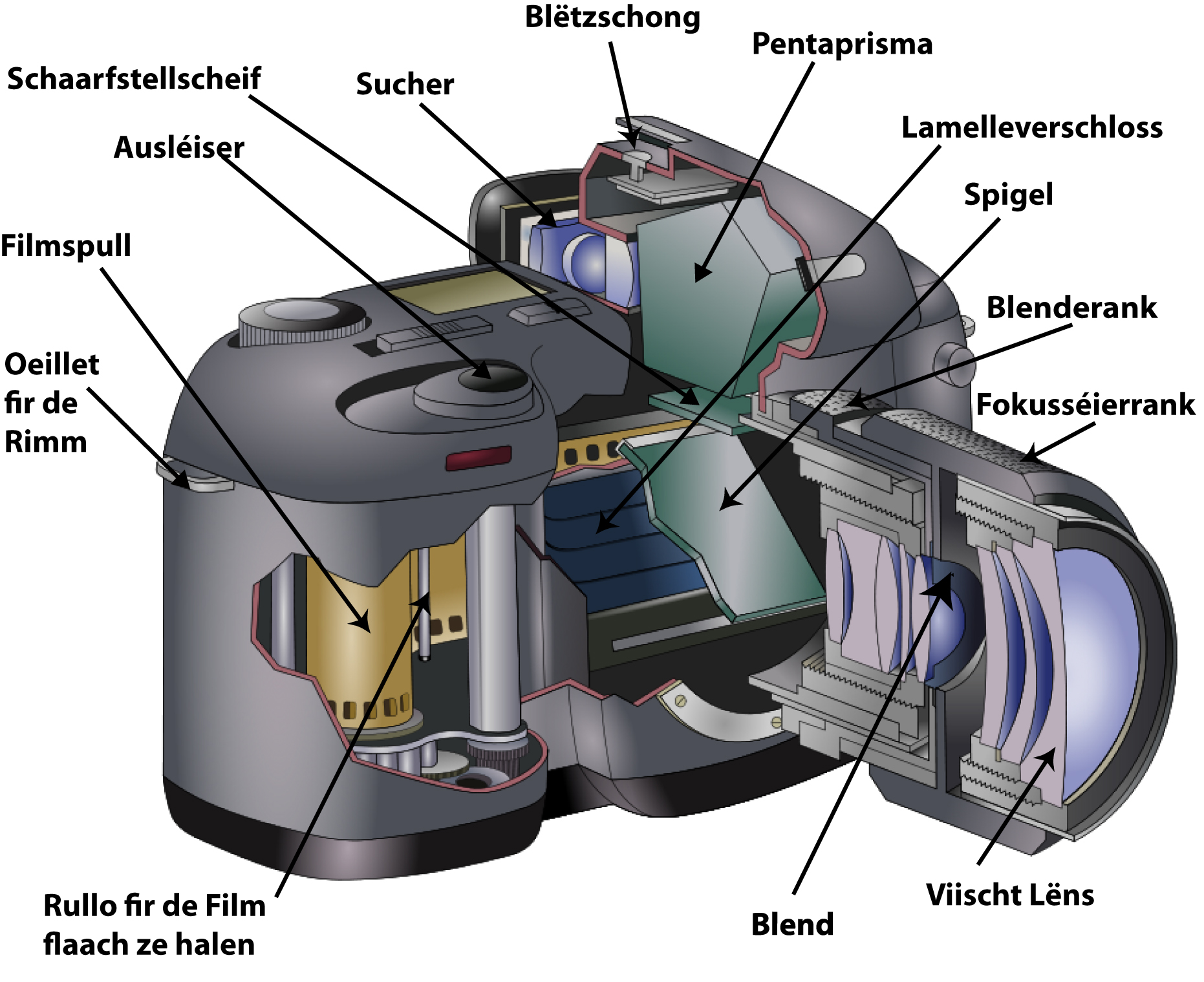
Техника. Фотоаппарат
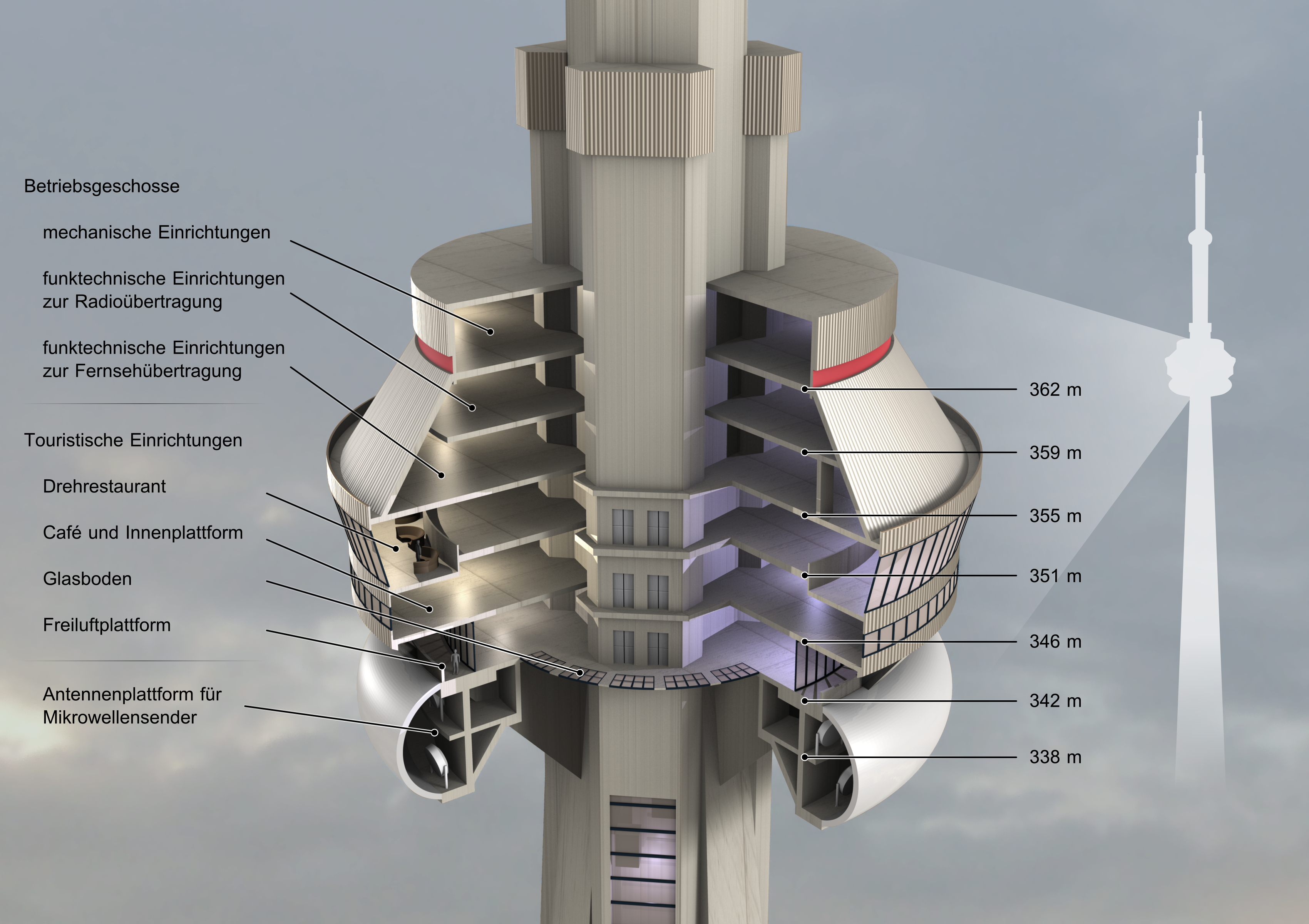
Архитектура. Си-Эн Тауэр
Астрономия. Ганимед
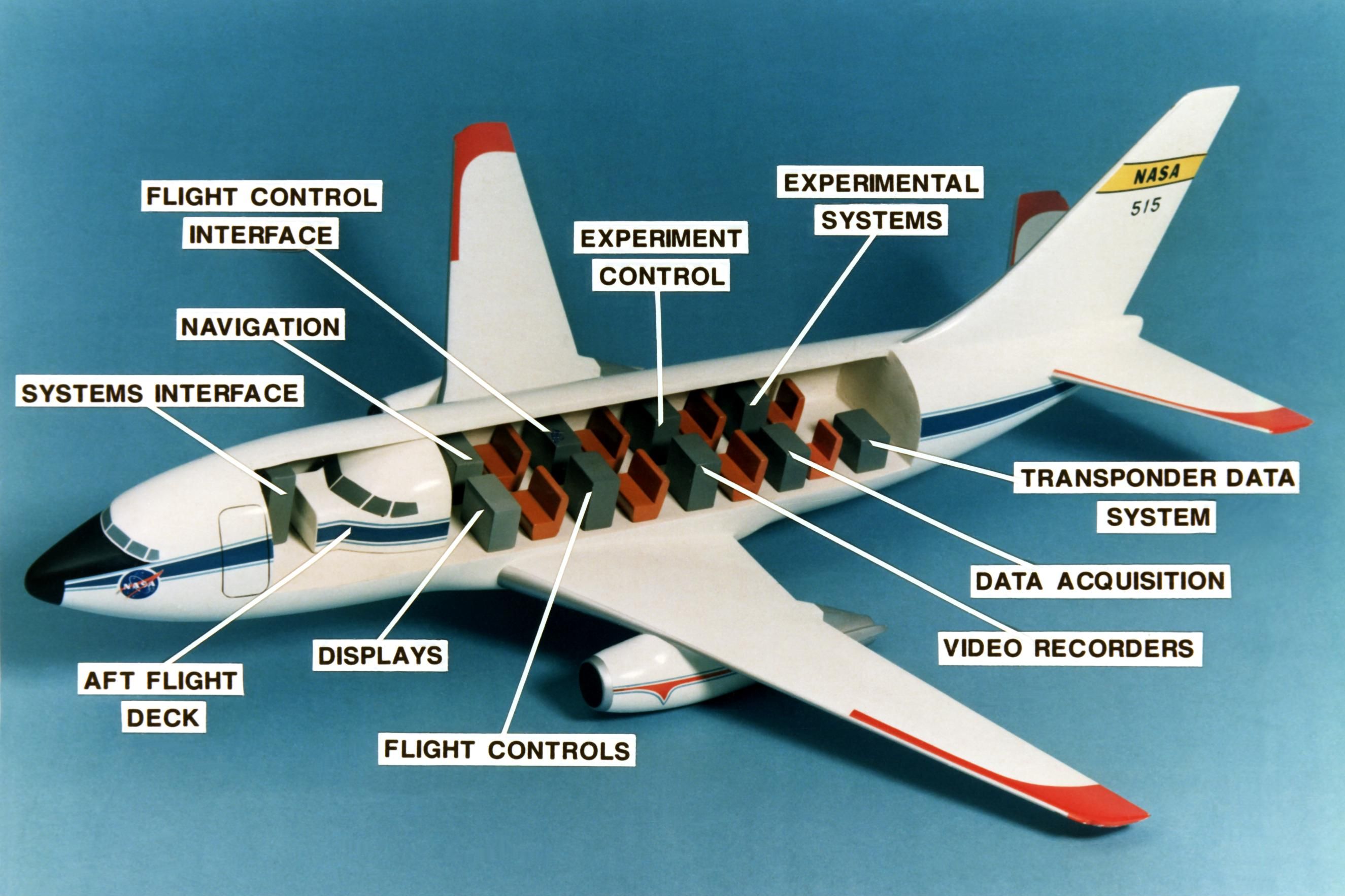
Транспорт. Boeing 737
Цитология. Митохондрия
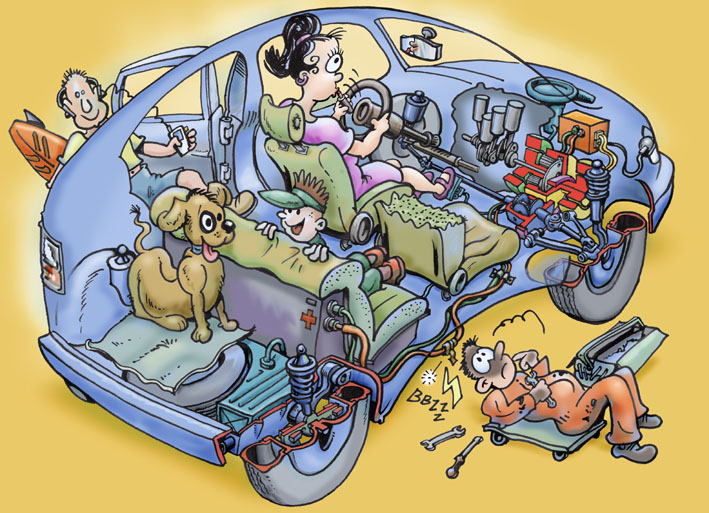
Юмор. Toyota Prius